# Jaime Buenahora
Jaime Buenahora Febres-Cordero (Cúcuta, 24 de noviembre de 1952) es un abogado, escritor y político colombiano. Es autor de varios libros, entre los que destacan “El Proceso Constituyente de 1991”, “La Democracia en Colombia”, y “El Interés General”. Actualmente está dedicado a la academia y reside en Nueva York, Estados Unidos.

## Biografía
Jaime Buenahora Febres-Cordero estudió Derecho y Economía en la Universidad Javeriana de Bogotá, y es magíster en sociología del derecho y en ciencias políticas de la Universidad de la Sorbona en París. En esa misma institución francesa hizo su Doctorado en Derecho Público Comparado. 
Ha sido profesor universitario por más de 35 años en distintas universidades, como la Libre, Externado y Javeriana, en Colombia. En la actualidad es el director académico de la maestría en Global Affairs o Relaciones Internacionales en la Universidad Fairleigh Dickinson, en Nueva Jersey, Estados Unidos.   
En el sector público colombiano se ha desempeñado, entre otras, como Representante a la Cámara, Magistrado del Consejo Superior de la Judicatura, Viceministro del Interior, Secretario de Gobierno de Bogotá y Cónsul General de Colombia en Nueva York. Como Representante a la Cámara fue elegido por los colombianos residentes en el exterior en dos períodos consecutivos: 2010-2014 y 2014-2018, con el aval del Partido Social de Unidad Nacional, del cual fue su presidente entre 2012 y 2013.